# 12-та танкова дивізія (Третій Рейх)
12-та танкова дивізія (Третій Рейх) (нім. 12. Panzer-Division) — танкова дивізія Вермахту в роки Другої світової війни.

## Історія
12-та танкова дивізія була сформована 5 жовтня 1940 в II-му військовому окрузі (нім. Wehrkreis II) в Штеттіні на базі 2-ї моторизованої дивізії Вермахту.

## Райони бойових дій та дислокації дивізії
- Німеччина (жовтень 1940 — червень 1941);
- Східний фронт (центральний напрямок) (червень — вересень 1941);
- Східний фронт (північний напрямок) (вересень 1941 — листопад 1942);
- Східний фронт (центральний напрямок) (листопад 1942 — лютий 1944);
- Східний фронт (північний напрямок) (лютий — серпень 1944);
- Курляндський котел (серпень 1944 — травень 1945).

## Командування

### Командири
- генерал-майор Йозеф Гарпе (нім. Josef Harpe) (5 жовтня 1940 — 14 січня 1942);
- генерал-лейтенант Вальтер Вессель (нім. Walter Wessel) (15 січня 1942 — 1 березня 1943);
- оберст, з 20 квітня 1943 генерал-майор, з листопада 1943 генерал-лейтенант барон Ерпо фон Боденгаузен (нім. Erpo Freiherr von Bodenhausen) (1 березня 1943 — 2 червня 1944);
- оберст Ганс-Йоахім Калер (нім. Hans-Joachim Kahler) (3 — 25 червня 1944), ТВО;
- генерал-майор Гергард Мюллер (нім. Gerhard Müller) (26 червня — 16 липня 1944), ТВО;
- генерал-лейтенант барон Ерпо фон Боденгаузен (16 липня 1944 — 12 квітня 1945);
- оберст Горст фон Узедом (нім. Horst von Usedom) (12 квітня — 8 травня 1945), ТВО.

## Нагороджені дивізії
Нагороджені дивізії
Нагороджені Сертифікатом Пошани Головнокомандувача Сухопутних військ для військових формувань Вермахту за збитий літак противника
- 29 листопада 1941 — 8-ма батарея 2-го моторизованого артилерійського полку за дії 26 вересня 1941 (31);
- 1 листопада 1943 — 1-ша батарея 2-го артилерійського полку за дії 8 липня 1943 (410).

|  | Кавалери Нагрудного знаку ближнього бою в золоті                                                         | 1 |
|  | Кавалери Золотого Німецького Хреста                                                                      | 131 |
|  | Кавалери Срібного Німецького Хреста                                                                      | 2 |
|  | Кавалери Лицарського хреста Залізного хреста з Дубовим листям                                            | 6 (№ 55 генерал-майор Йозеф Гарпе — 31.12.1941 № 205 оберст Йоганн Мікль — 06.03.1943 № 272 оберст Дітріх фон Мюллер — 16.08.1943 № 355 оберст-лейтенант Ганс-Йоахім Калер — 17.12.1943 № 678 фельдфебель Фріц Арндт — 09.12.1944 № 788 оберст-лейтенант Ганс Енгелін — 16.03.1945) |
|  | Кавалери Лицарського хреста Залізного хреста                                                             | 54 |
|  | Кавалери Почесної Відзнаки Сухопутних військ «Почесна пряжка на орденську стрічку для Сухопутних військ» | 42 |
|  | Кавалери ордену Михая Хороброго ІІІ ступеня (Румунія)                                                    | 1 |

- Нагороджені Сертифікатом Пошани Головнокомандувача Сухопутних військ (12)
- Нагороджені Сертифікатом Пошани Головнокомандувача Сухопутних військ за збитий літак противника (3)

## Бойовий склад 12-ї танкової дивізії
- штаб дивізії
- 12-та мотопіхотна бригада:
  - 5-й мотопіхотний полк
  - 25-й мотопіхотний полк
  - 22-й мотоциклетний батальйон
- 29-й танковий полк
- 2-й моторизований артилерійський полк
- 2-й батальйон самохідної артилерії
- 32-й інженерно-саперний батальйон
- 2-й моторизований розвідувальний батальйон
- 2-й танковий батальйон зв'язку
- 2-й загін постачання
- 2-й навчальний батальйон

- штаб дивізії
  - моторизований картографічний відділ;
  - рота фельджандармерії;
- 5-й панцергренадерський полк;
- 25-й панцергренадерський полк;
- 29-й танковий полк;
- 2-й артилерійський полк
- 2-й винищувально-протитанковий дивізіон;
- 32-й інженерно-саперний батальйон;
- 303-й зенітний дивізіон;
- 2-й моторизований розвідувальний батальйон
- 2-й танковий батальйон зв'язку
- 2-й інтендантський загін постачання
- 2-й навчальний батальйон